# 棱果芥
棱果芥（学名：Syrenia siliculosa）为十字花科棱果芥属下的一个种。